# Шур (починок, Балезинский район)
Шур — починок в Воегуртском сельском поселении Балезинского района Удмуртской Республики.
Центр поселения — деревня Воегурт. Южнее находится деревня Шур, в состав которой входит станция Шур, рядом находятся дома 1208 км. В 1960-х годах починок и деревня были одной деревней с населением в 1961 году 57 человек.
Население — два человека.
Почтовый индекс: 427550. Код ИФНС: 1837.